# Georg Danell
Claës Georg Valdemar Danell, född 7 september 1947 i Skinnskattebergs församling, Västmanlands län, är en svensk politiker (moderat). Han var statssekreterare i Kommunikationsdepartementet april till oktober 1978, konsultativt statsråd (biträdande bostadsminister) 1979-1981, riksdagsledamot 1974-1981, partisekreterare i Moderata samlingspartiet 1981-1986 och chef för Kreab Europe i Bryssel.

## Danellgrop
I början av 1990-talet genomförde den borgerliga regeringen en minskning av bostadssubventionerna. Beslutet togs efter en utredning under ledning av den tidigare bostadsministern Danell. För att kunna utnyttja den förmånliga finansieringen innan systemet lades om grävdes det gropar för att förbereda för byggnation av hus. Ett hål i marken räckte för att bygget skulle anses påbörjat och därmed subventionsberättigat. Enligt Boverkets beräkningar kan det ha funnits uppemot 25 000 sådana så kallade Danellgropar.

## Genealogi
Georg Danell är son till jägmästaren och skogsdirektören Claës Danell och hans hustru Brita Drakenberg i släkten Drakenberg. Georg Danell är brorson till biskop Sven Danell och till domprost Gustaf Adolf Danell samt sonson till biskop Hjalmar Danell.